# Barrier-Gletscher (Alaska)
Der Barrier-Gletscher ist ein etwa 13 km langer Talgletscher in den Tordrillo Mountains im äußersten Südwesten der Alaskakette in Alaska (USA). Der Gletscher erhielt seinen Namen 1927 von S. R. Capps und R. H. Sargent vom U.S. Geological Survey (USGS). Der Gletschername leitet sich von dem Umstand ab, dass die Moräne des Gletschers ein Hindernis bzw. eine „Barriere“ auf deren Wegstrecke darstellte.

## Geografie
Der Barrier-Gletscher hat sein Nährgebiet an der Südwestflanke des Mount Chichantna auf einer Höhe von ungefähr 2800 m. Der Gletscher strömt in überwiegend südlicher Richtung zum östlichen Seeende des Chakachamna Lake. Der Gletscher weist auf seinem Mittelstück eine Breite von etwa 500 m auf. Das untere Gletscherende befindet sich nördlich vom Chakachatna River, dem Abfluss des Chakachamna Lake, auf einer Höhe von etwa 500 m.